# The Scout Association of Malta
The Scout Association of Malta est l'association de scoutisme maltaise adhérant à l'Organisation mondiale du mouvement scout.
La première troupe de scout à Malte voit le jour dès 1908, Malte étant une dépendance de la couronne britannique. L'association des scouts maltais est formée en 1913, tout en faisant partie de l'association britannique. En 2001, l'association revendiquait 2500 membres sur l'île.